# Lumparland

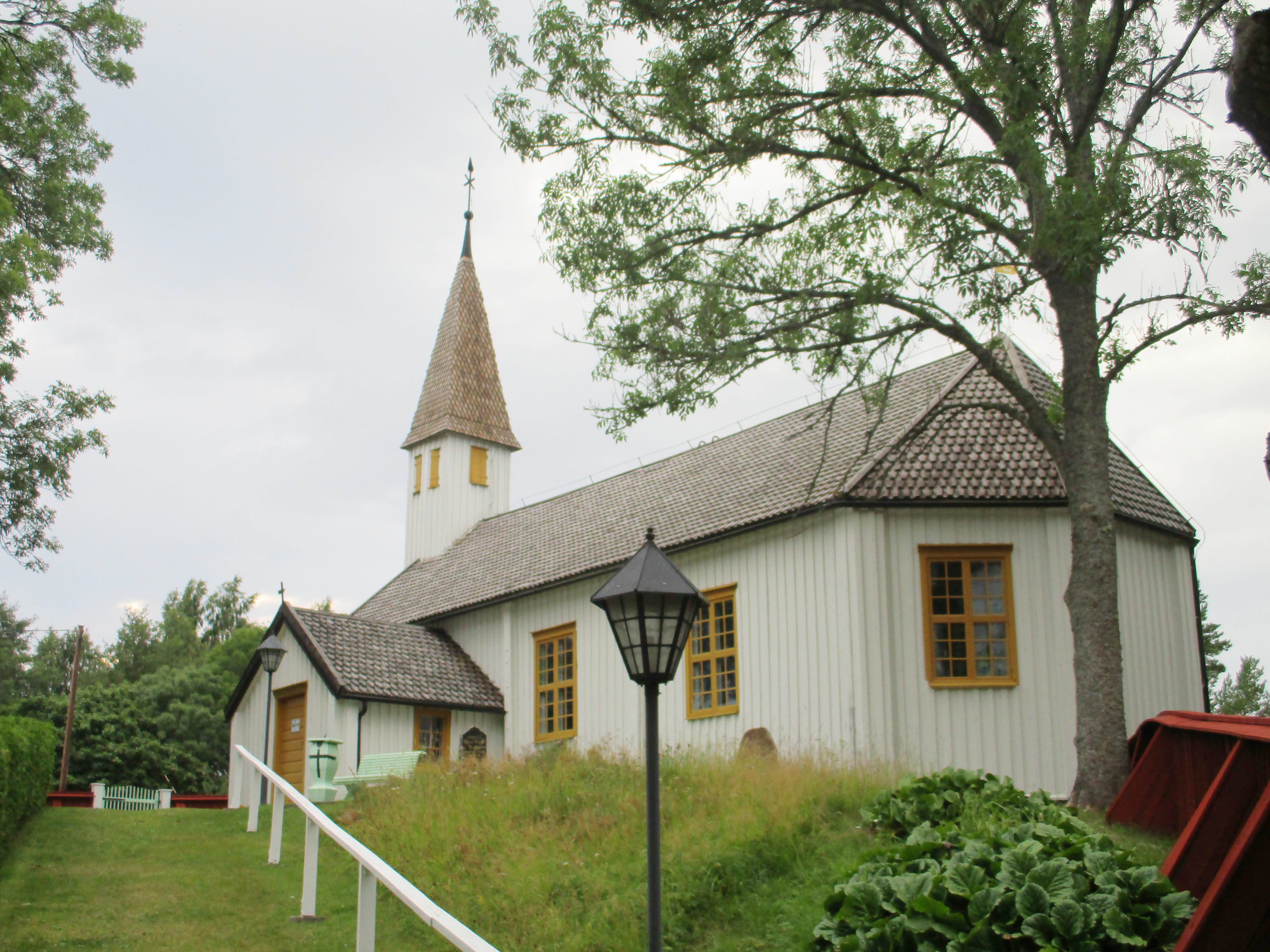
Eglise de la ville.

Lumparland est une municipalité du territoire d'Åland, territoire finlandais autonome situé en mer Baltique ayant le suédois comme seule langue officielle. 93 % de la population de Lumparland a pour langue maternelle le suédois.

## Géographie
C'est une véritable commune naine, se classant à la fois dans les 10 plus petites et dans les 10 moins peuplées du pays (à l'instar de Velkua et de Sottunga). Aucun des 7 villages n'est plus ne dépasse, en taille, l'aspect d'un groupe de maisons colorées dans un paysage agricole.
La municipalité a 401 habitants (31 août 2012) pour une superficie de 87,06 km2 dont 0,04 km2 d'eau douce.
La capitale du territoire, Mariehamn, est à seulement 32 km par voie routière. La seule véritable commune limitrophe est Lemland au sud-ouest, mais au-delà de bras de mer les autres municipalités voisines sont Föglö au sud-est, Vårdö au nord-est et Sund au nord-ouest.

## Économie
De manière surprenante, la commune est assez prospère. Elle abrite en effet le terminal maritime de Långnäs. Depuis 1999 et la fin du duty-free pour les trajets au sein de l'Union européenne, le trafic maritime via Åland (qui bénéficie d'une dérogation) a explosé, en raison notamment du coût élevé de l'alcool dans les pays voisins. Le port de Mariehamn étant débordé, le petit terminal local de Långnäs, auparavant dévolu uniquement aux petits bacs locaux, a été nettement agrandi et voit défiler (surtout pendant la nuit) les immenses ferrys reliant Turku, Helsinki et Stockholm.